# خط استالین
خط استالین به خطی از استحکامات اطلاق می‌شود که در طول خط مرزی غرب اتحاد جماهیر شوروی احداث شده بود. کار بر روی ساخت این خط دفاعی جهت جلوگیری از تهاجم به شوروی از جانب غربی، از دهه ۱۹۲۰ آغاز شد. این خط شامل پناهگاه‌های بتی و جایگاه‌های توپ بود. این سازه‌ها خط ممتدی از استحکامات در طول مرز نبودند بلکه با شبکه‌ای از نواحی مستحکم تهاجم احتمالی دشمن را به مسیرهای خاصی متمرکز می‌کردند.

## پیش‌زمینه
در طول تاریخ استحکامات دفاعی نقش پر رنگی در حفاظت از منافع راهبردی روسیه تزاری و رژیم جانشین آن، اتحاد جماهیر شوروی، ایفا نمودند. روس‌ها سابقه بلندی در احداث قلعه‌ها و دژها در طول مسیرهای اصلی مهاجمان خارجی به خصوص از سمت غرب داشتند. در جریان جنگ داخلی روسیه، ارتش سرخ اقدام به ایجاد نواحی استحکامات عموما اطراف مسکو و سن پترزبورگ جهت حفاظت از دولت در حال شکل‌گیری شوروی کرد. تا پایان جنگ داخلی کار احداث ۴۵ ناحیه استحکامات به پایان رسید. این استحکامات تاثیر بسزایی در پیروزی نهایی ارتش سرخ داشت. پس از جنگ با ضعف اقتصادی شوروی و تمرکز آن بر اصلاحات صنعتی و کشاورزی، این موضوع تا حدود زیادی رها شد. با تزلزل رابطه شوروی و قدرت‌های غربی، فرانسه و بریتانیا با نگرانی از به خطر افتادن استقلال کشورهای کوچک هم‌مرز شوروی توسط ارتش سرخ، شروع به حمایت از این کشورها کردند. این مداخلات توسط کشورهایی که با آن مرز مشترک نداشتند، موجب نگرانی دولت شوروی از بی‌ثباتی و حتی اقدام برای ساقط کردن این دولت شد. با پدیداری تهدید تهاجم زمینی توسط کشورهای همسایه با پشتیبانی قدرت‌های غربی در نزد رهبران این کشور، شوروی از سال ۱۹۲۷ دست به اجرای تمهیداتی در مقابل آن زد.
به عنوان نخستین گام، ستاد کل ارتش سرخ پیشنهاد ساخت مجموعه‌ای از نواحی استحکامات مشابه استحکامات موفق دوره جنگ داخلی، را ارائه کرد. با در نظر گرفتن این مسئله که به جهت ضعف ارتباطات، بسیج نیروهای شوروی خواهان زمان بیشتری نسبت به همسایه‌های
آن بود، وجود عوامل دفاعی به منظور کاهش سرعت پیشروی دشمن، ضروری به نظر می‌رسید. با احداث نواحی استحکامات در اراضی کلیدی، امکان حفظ خط مقدم با مقدار کمتری نیرو فراهم می‌آمد تا یگان‌های دیگر با اجرای ضد حمله ضربه سختی به هر یک از مهاجمان وارد آورند.

## طرح استحکامات

### مرحله نخست
بدین ترتیب در سال ۱۹۲۷، تصمیم به ساخت چهار ناحیه استحکامات گرفته شد. استحکامات کارلیا می‌بایست در منطقه نظامی لنینگراد ساخته می‌شد تا از شهر لنینگراد در مقابل تهاجم فنلاندی‌ها محافظت نماید. دو ناحیه استحکامات دیگر می‌بایست در منطقه نظامی بلاروس احداث می‌شد. استحکامات پولوتسک رود دوینا و تقاطع راهبردی ریلی در مرز لهستان و لاتویا را پوشش می‌داد و مسیر حرکت به سمت اسمولنسک و در نهایت مسکو را سد می‌کرد. استحکامات موزیر از اتصالات ریلی، جاده‌ای و رودخانه‌ای که در حوالی این شهر متمرکز شده بود، محافظت می‌نمود و یکی از راه‌های اصلی تهاجم از لهستان را سد می‌کرد. استحکامات کیف با یک مواضع دفاعی قوسی‌شکل در دو سر رود دنیپر، از پایتخت اوکراین مراقبت می‌نمود. ساخت دو ناحیه استحکامات در پسکوف و لپل نیز مطرح گشت که موقتاً به آن ترتیب اثر داده نشد.

### مرحله دوم
سال ۱۹۲۸، با افزایش توان صنعتی شوروی، مقرر شد ۹ ناحیه استحکامات دیگر نیز احداث گردد. بیشتر این موارد با هفت ناحیه استحکامات مربوط به اوکراین می‌شد تا از مراکز صنعتی و کشاورزی حیاتی این منطقه محافظت گردد. این استحکامات از منطقه مردابی پریپیات تا رود بوگ کشیده می‌شد تا در مقابل تهاجم احتمالی لهستانی‌ها قرار بگیرد. تعداد دیگری از استحکامات نیز در طول رود دنیستر از خط مرزی در قسمت جنوبی و پایگاه دریایی اودسا در مقابل تهاجم رومانیایی‌ها محافظت می‌نمود. در قسمت شمالی، استحکامات کینگیسپ در طول کرانه شرقی رود ناروا از دریای بالتیک تا دریاچه پیپوس ایجاد می‌گشت تا از لنینگراد در مقابل هر تهاجمی از غرب مراقبت نماید. در همین حال استحکامات پسکوف از جنوب دریاچه پیپوس در طول رود ولیکایا، از این شهر از تهاجم از جانب جنوب غربی محافظت می‌کرد. در نهایت استحکامات مینسک نیز از پایتخت بلاروس محافظت می‌نمود و بخشی از شکاف بین استحکامات پولوتسک و موزیر را پر می‌کرد.

### مرحله سوم
بر مبنای تجربیات جنگ داخلی اسپانیا، شوروی اقدام به احداث مجموعه دیگری از استحکامات در قالب هشت ناحیه در طول مرز با عمق بیشتری نسبت به گذشته نمود. این برنامه مجدداً بر منطقه نظامی کیف متمرکز شده بود تا مناطق استحکامات شپتوفکا، ایزیاسلافل، استاروکنستانتینوف، استروپول و کامنتس-پودولسکی را ایجاد کند. این قسمت‌ها شکاف‌های بین مناطق استحکامات پیشین را پوشش می‌دادند و یک خط ممتد بیرونی دفاعی حول پایتخت اوکراین پدیدمی‌آوردند. دو ناحیه استحکامات نیز در منطقه ویژه نظامی لنینگراد در اوستروف و سبژ طرح‌ریزی گشت. این مناطق جهت پر کردن شکاف بین مناطق استحکامات پسکوف و پولوتسک در طول مرز لاتویا که احتمال می‌رفت مسیر تهاجم آلمانی‌ها از پروس شرقی باشد، طراحی شده بودند. در نهایت یک منطقه استحکامات هم در جبهه سلوتسک شکل گرفت که استحکامات مینسک را به سمت جنوب تا مرداب‌های پریپیات ادامه می‌داد. در این مرحله همچنین تقویت برخی از استحکامات پیشین مقرر گردید. بدین ترتیب ۴۵ جایگاه به منطقه استحکامات پولوتسک و ۱۴ موضع توپخانه به منطقه استحکامات کوروستن افزوده شد.

## احداث
تابستان سال ۱۹۲۸، ژنرال شاپوشنیکوف، رئیس ستاد کل ارتش سرخ، خواهان ۴۰ میلیون روبل برای برنامه ساخت و ساز استحکامات شد. از این مقدار تنها امکان تأمین ۲۴ میلیون روبل فراهم بود. این کسری بودجه باعث کاهش شدید تعداد مواضع دفاعی شد.